# Oranienplatz
Oranienplatz est une place à Berlin, au nord-est de Kreuzberg dans l'arrondissement de Friedrichshain-Kreuzberg. Elle a été construite dans les années 1840 au cœur de l'ancien quartier de Luisenstadt. Son nom provient de la famille princière, puis royale néerlandaise Orange (Oranien en allemand).
Les grandes rues qui s'y croisent sont l'Oranienstraße d'est en ouest et la Dresdener Straße du nord au sud, vers la porte de Cottbus. La place fait partie du couloir de l'ancien canal de la Luisenstadt aujourd'hui comblé et boisé, qui s'étend du Landwehrkanal au Spree, en passant par la place de la porte de l'Eau au sud et à l'église Saint-Michel au nord.
La place a été occupée par 450 demandeurs d'asile d'octobre 2012 à avril 2014.

## Histoire

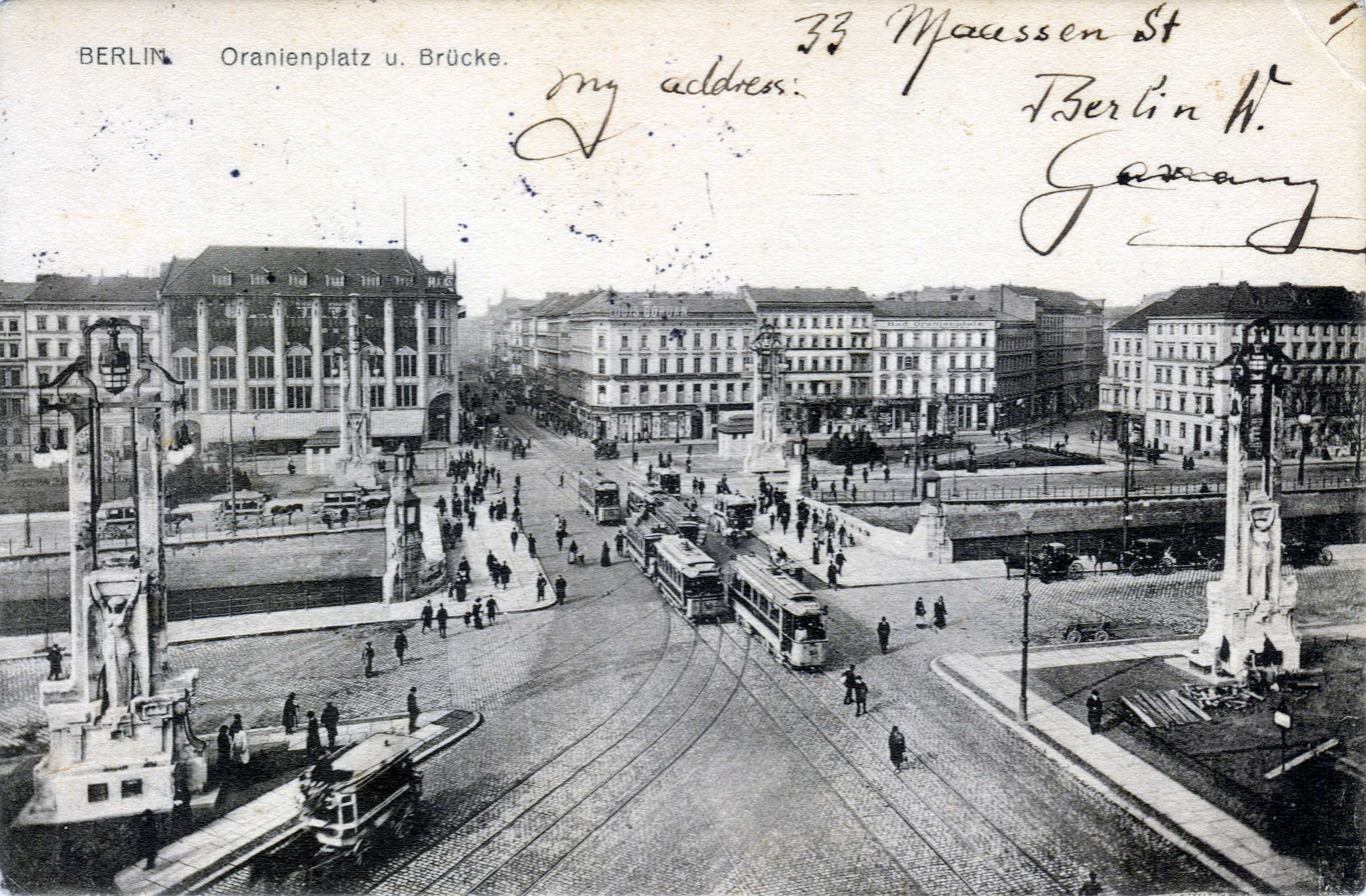
Le pont de l'Oranienplatz en l'an 1906 avec ses lampadaires et son tram.

L'oranienplatz faisait partie de l'ensemble du canal de la Luisenstadt qu'a imaginé le paysagiste prussien Peter Joseph Lenné de 1841 à 1852. La place était alors séparée en deux par le canal. L'architecte Bruno Schmitz a lui conçu en 1906 le large pont Oranienbrücke qui faisait se rejoindre l'Oranienstraße et la Dresdener Straße. De grands réverbères de pierres en chandelier de style art nouveau ont été construits aux abords du pont. Le pont était utilisé pour des lignes de tramway.
La malle-poste et autres diligences empruntaient le pont et continuait sur la Dresdener Straße en direction de la Saxe passant par Mittenwalde. Avec ses jardins huguenots, l'Oranienstraße (Orangenstraße jusqu'en 1949) marquait à l'époque la limite sud-orientale de la ville. À la suite de la Révolution de Mars 1848, on a commencé l'excavation du canal de la Luisenstadt entre le Spree au nord-est et le Landwehrkanal au sud.
Au début du XXe siècle ont lieu les grands travaux du métro de Berlin. La ligne 8 du métro de Berlin devait à l'origine desservir une station non pas à la Moritzplatz comme c'est le cas aujourd'hui, mais à l'Oranienplatz. Les travaux ont déjà commencé avant la Première Guerre mondiale. La ville de Berlin a décidé en 1921 de terminer provisoirement la station avec du gros œuvre pour permettre le retour de la circulation. Finalement, la ville s'est décidée en 1927 de faire passer la ligne 8 par Moritzplatz, car l'Oranienplatz était déjà suffisamment desservie par le tramway. Ensuite un tunnel d'une voie a été construit vers l'Oranienplatz comme voie de stockage pour la BVG. Plus tard, le fournisseur d'electricité berlinois Bewag (aujourd'hui filiale de Vattenfall) a utilisé le tunnel comme station de couplage.
De 1926 à 1928, les restes de la station de métro ont servi à remblayer le canal où ne restait plus qu'une eau croupie et stagnante. Le pont avec ses grands réverbères d'art nouveau disparu aussi à cette époque.
Aujourd'hui la place est sur les listes du patrimoine de Berlin. Au nord de la place se trouve depuis 1986 le Drachenbrunnen, la « source du dragon ».

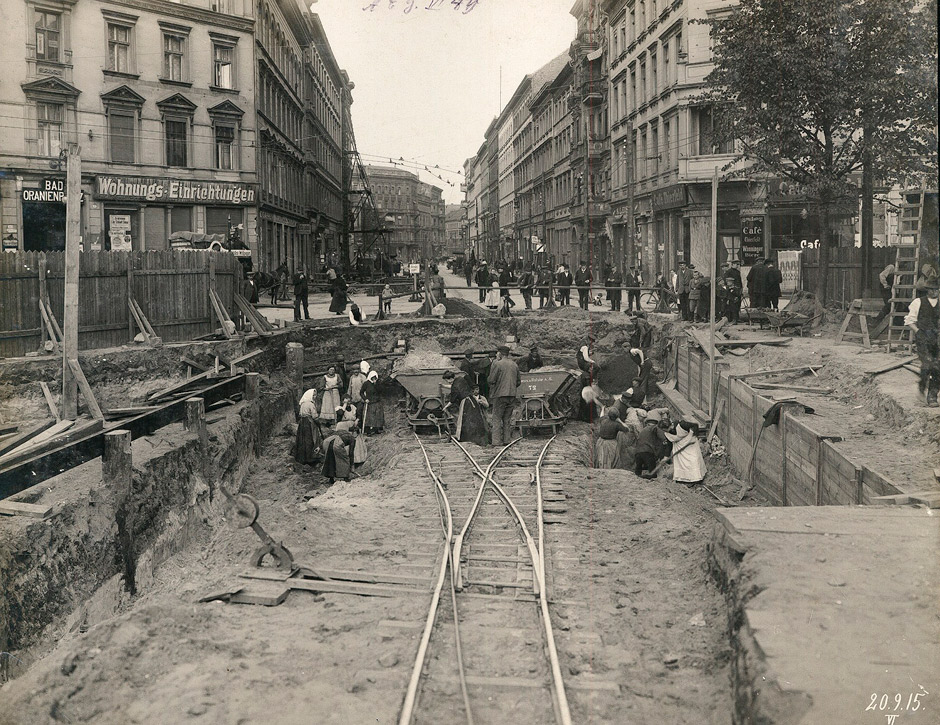
Construction de la station de métro en septembre 1915. Cliché de la Dresdener Straße direction Alexanderplatz.
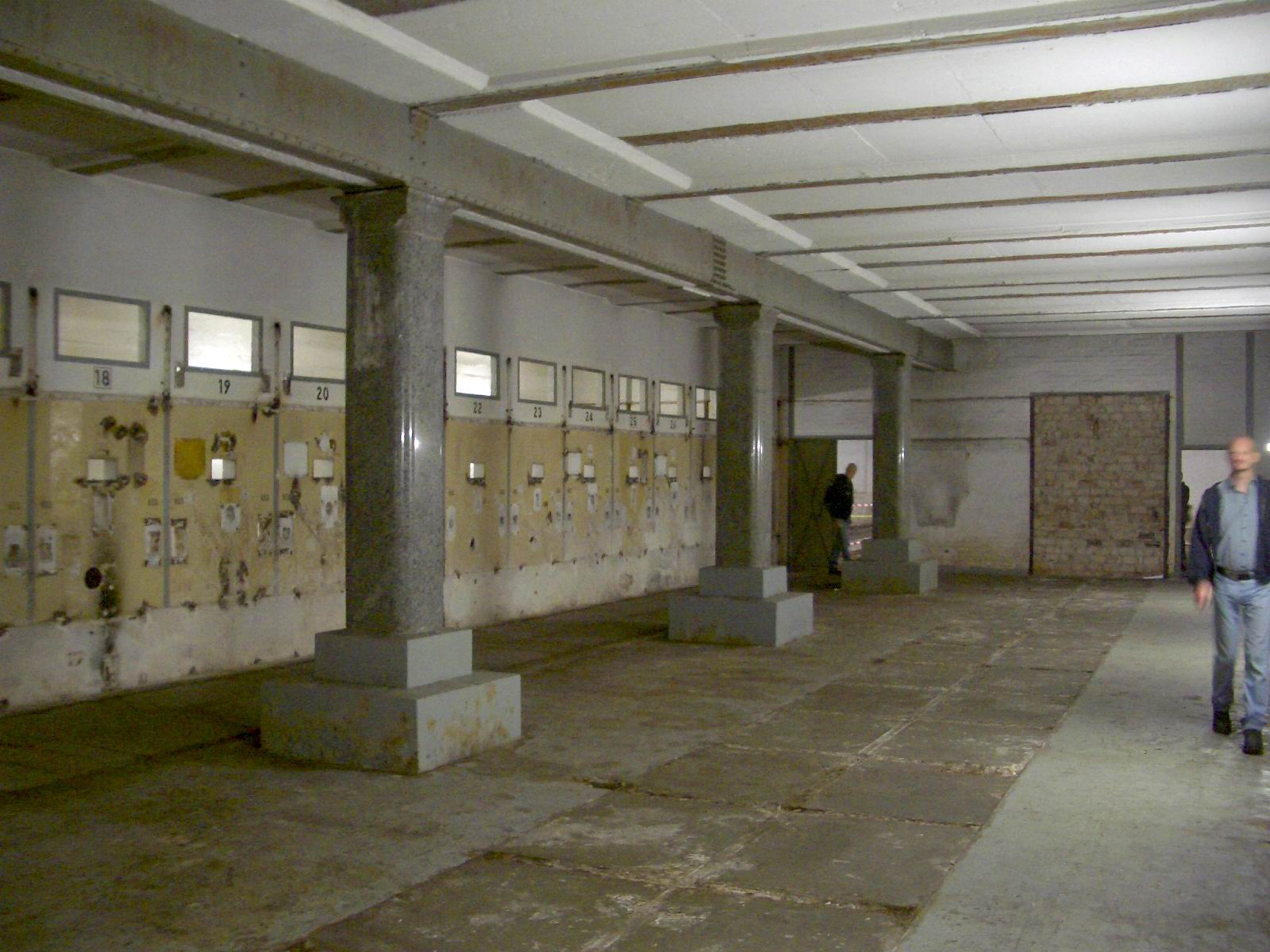
La station fantôme en 2005.

### Camp de demandeurs d'asile (2012-2014)
En septembre 2012, une cinquantaine de demandeurs d'asile (venant pour certains de Lampedusa) ont fait une marche de presque 600 km de Wurtzbourg jusqu'à l'Oranienplatz de Berlin pour le droit d'asile. La manifestation est arrivée à l'Oranienplatz en deux groupes début octobre 2012. Le 3 octobre 2012, les réfugiés ont planté des tentes sur la place et ont décidé de l'occuper sur le long terme comme forme de protestation. Ils protestent contre le Residenzpflicht (de), une loi allemande unique en Europe de limitation du droit de mouvement pour les réfugiés, et réclament le droit au travail, qui ne leur est pas accordé en Allemagne, et le droit des enfants d'aller à l'école. La marche et camp de réfugiés en plein milieu de Kreuzberg est soutenue par des associations d'aide aux réfugiés, et par plusieurs collectifs aux slogans de « No Border, No Nation, Stop Deportation! ». Certaines personnalités politiques de Die Linke, des Verts et du Parti Pirate les ont aussi soutenu dans leur démarche.
Pendant l'hiver, le camp s'organise pour abriter 450 réfugiés. Une tente info est installée sur le trottoir pour informer les passants. Il y a un groupe presse et un feu de camp est fait tous les jours pour lutter contre le froid hivernal. Le 8 décembre 2012, une partie des réfugiés vont occuper l'ancienne école Gerhart Hauptmann sur la Ohlauerstraße.
Les réfugiés et leurs soutiens sont restés toute l'année 2013. Le sénateur de l'intérieur Frank Henkel (CDU) s'est pour sa part et depuis le début vivement opposé à la maire de Kreuzberg, et préconisent d'évacuer le camp au plus vite. La maire de Kreuzberg Monika Herrmann (Alliance 90 / Les Verts), a indiqué que le camp ne serait évacué qu'après que des logements seraient trouvés pour chaque réfugié. Martina Mauer du conseil des réfugiés de Berlin (Flüchtlingsrat Berlin) s'oppose à ce que les réfugiés soient constamment remplacés par d'autres mais s'oppose aussi à une évacuation du camp, comme vitrine et symbole de la protestation. En novembre 2013, Monika Herrmann a annoncé le relogement de 80 réfugiés par l'organisation Caritas. Finalement, 125 sont relogés. Le 24 novembre 2013, 600 personnes manifestent contre l'évacuation du camp, ce qui a donné lieu d'après la police à 31 agents de police blessés et cinq interpellations. En 2014, le camp est bien moins peuplé, mais plusieurs dizaines de militants choisissent de rester occuper la place. La place est finalement évacuée le 8 avril 2014. En mai 2014, 14 réfugiés font une grève de la faim sur la place.

## Transports
La ligne de bus M29 de Hermannplatz/Urbanstraße ↔ Roseneck a un arrêt à Oranienplatz.